# Alex Moussa Sawadogo
Alex Moussa Sawadogo, né en 1974 en Côte d'Ivoire, est un cinéaste Burkinabè, spécialiste en programmation des films d’Afrique, en création et gestion de projets culturels. Il est depuis 2020 le délégué général du Festival panafricain cinéma et de la télévision de Ouagadougou (FESPACO) et depuis 2025 à la tête de l’Agence burkinabè de la cinématographie et de l’audiovisuel (ABCA).

## Biographie

### Enfance, études et débuts
Moussa Alex Sawadogo est né à Grand-Bassam (Côte d’ivoire) en 1974. Il est titulaire d’une maîtrise en Histoire de l'Art de l'université de Ouagadougou et d’un Master of Art en Management culturel et des médias à Hambourg en Allemagne. Il se spécialise ensuite dans la programmation des films d'Afrique et dans la création et la gestion des projets culturels.
Il effectue un stage au FESPACO et auprès de la compagnie "Salia ni Seydou", avant de se retrouver en tant que galeriste au centre culturel ZaKa et ensuite coordinateur à la Fondation Olorun.

### Carrière
Il se voit très tôt impliqué dans plusieurs projets culturels tels que le Festival panafricain du cinéma et de la télévision de Ouagadougou (FESPACO), le festival de danse contemporaine « Dialogue de Corps », Jazz à Ouaga, le Salon international de l'artisanat de Ouagadougou (SIAO),  mais aussi dans des institutions comme le centre culturel « Olorun ».
Ayant occupé différentes fonctions au sein de ces organisations, Moussa Alex Sawadogo participe à des festivals et structures culturelles :  
- 2005: Il est chargé de la Presse et de la Culture à l'ambassade du Burkina Faso en Allemagne.
- 2007: Il crée le Festival des Films d’Afrique de Berlin (AFRIKAMERA) avec des amis de l'institut de Management culturel et des Médias de Hambourg.
- 2011: Avec les mêmes amis, le festival de danse contemporaine africaine « Border Border Express » et « Moussokouma » en 2013.
- De 2012 à 2015, il est consultant « Afrique » pour le Festival international du film de Locarno
- 2014 : Il est également consultant « Afrique » pour le Festival international du film de Busan, et aux Rencontres documentaires de Koudougou
- 2014: Directeur de Programme le festival "Theater der Welt" en Allemagne.
- De 2016 à Aujourd'hui, il est consultant « Afrique » au Festival international du film de Hambourg, et membre de la commission du World Cinéma Fund de la Berlinale.
- 2016 : Il initie le collectif "Génération Films" à Ouagadougou[7]
- Depuis 2016 : Directeur artistique du laboratoire de développement et coproduction « OUAGA FILM LAB »[8]
- Et aussi, « Nuits Blanches à Ouagadougou » et la biennale « Timbuktu is Back » à Berlin en 2016[9].
- 2017 : Chargé de la programmation au Festival International de Film de Durban 2017 en Afrique du Sud.
- Depuis 2018 : Gestionnaire du Fonds Jeune Création Francophone.
- Depuis 2019 : Attaché artistique du Festival Cinéma d'Afrique de Lausanne.
- En 2020 : Il est nommé comme expert cinéma pour la saison Africa 2020 en France.
- Depuis 2020 : Délégué général du Festival panafricain du cinéma et de la télévision de Ouagadougou (Fespaco)[10].
- Depuis 2025 : Directeur général de l’Agence burkinabè de la cinématographie et de l’audiovisuel (ABCA)[11].

### Distinctions
- 2023 : Prix d’honneur de la Fondation allemande pour l’Afrique[12].
- 2021 : Chevalier des arts et des lettres[13],[14]